# Gérard Shanks
Gérard Shanks, né le 15 novembre 1923 à Montréal et mort dans la même ville le 8 novembre 2000, est un homme politique québécois. Il est député à l'Assemblée nationale de la circonscription de Saint-Henri pour le Parti libéral de 1970 à 1976.